# Diamantenpuppe
Diamantenpuppe (Originaltitel;: L’ultima chance) ist der Titel eines italienischen Kriminalfilms aus dem Jahr 1973, den Maurizio Lucidi mit Ursula Andress in der Titelrolle inszenierte. Das Werk nach dem gleichnamigen Roman von Franco Enna wurde 1982 auf Video erstmals auf Deutsch gezeigt.

## Handlung
Nach der Entlassung aus dem Gefängnis, wo er 6 Monate wegen eines Autodiebstahls gesessen hatte, unternimmt der junge Floyd Gambino mit dem älteren Joe einen Überfall auf einen Juwelier. Der Coup gelingt, aber ein Polizist stirbt dabei. Auf der Flucht trennen sich die beiden und verabreden einen Treffpunkt an der kanadischen Grenze.
Wegen eines kleinen Unfalls muss sich Floyd, der die Beute im Wert von einer halben Million mit sich führt, in einem Motel ein Zimmer nehmen. Dessen Besitzer Fred Norton und seine Frau Michelle kommen hinter die wahre Identität ihres Gastes und verhindern seine Entdeckung. Nach einer Liebesnacht mit Michelle sind die Diamanten verschwunden und bleiben unauffindbar. Unterdessen begibt sich auch Joe auf den Weg zum Motel, da er Verrat wittert. Floyd und Michelle verlassen das Motel getrennt; während er in einem Auto abreist, nimmt Michelle den Bus.
Joe nimmt die Verfolgung des Busses auf und tötet Michelle, kann die Edelsteine aber nicht bei ihr finden. Dann macht er sich auf die Suche mit Floyd, der ihn aber seinerseits tötet. Derweil feiert die die Nichte Michelles mit ihrem Verlobten im Motel das perfekte Verbrechen. Floyd weiß aber nun, was gespielt wurde, und setzt der Fröhlichkeit ein Ende.

## Kritik
Die „düstere Mischung aus Thriller und Melodram“ wurde verhalten aufgenommen. „Ein mit Gialloelementen versetzter Actionfilm, der prima inszeniert ist, dem es aber an Glaubwürdigkeit und vor allem an der nachvollziehbaren Psychologie seiner Figuren mangelt, die kaum überzeugend ist. Bemerkenswert ist die Vernachlässigung des Rechts sowie moralischer Werte. Da auch sonst nur auf Gewalt und Sex gesetzt wird, ist der Gesamteindruck negativ“, so die Rezension auf Segnalazioni Cinematografiche. Dagegen sah Karsten Thurau einen „stimmig inszenierten Film, der einige Abgründe enthält“ und fasst zusammen: „gut, aber ohne den typisch italienischen Touch.“

## Bemerkungen
Der Film erspielte in Italien 230 Millionen Lire an den Kinokassen.
Die Filmlieder La chance und Let Me Be interpretiert Ann Collin; der Soundtrack erschien auf CD bei GDM.

## Synchronisation
Fabio Testi wird von Manfred Schott gesprochen.